# Jean Clément (révolutionnaire)
Pour les articles homonymes, voir Jean Clément et Clément.
Jean Clément, est un notaire et révolutionnaire français, né le 3 avril 1746 à Ernée, membre du Tribunal révolutionnaire de la Mayenne.

## Biographie
Il est tout d'abord marchand de draps. et greffier du bailliage de Pontmain.
Il semble succéder comme notaire à François Buchet: il obtient provisions le 30 novembre 1781. Il est reçu à la sénéchaussée du Mans le 9 janvier 1782.
En 1786, il doit de fortes sommes d'argent à son frère et à sa sœur. Il est saisi le 16 juin 1790. Il est alors officier municipal.
Il est nommé juge de paix en 1792. Proche de Julien Quantin, il s'oppose au directoire du département, plus modéré, proche des Jacobins de Paris. Le 15 mai 1793, Quantin fait arrêter un prêtre âgé l’abbé Deslandes. Quantin et Clément rédigent alors un faux mandat pour que les gardes nationaux arrêtent à nouveau l’abbé Deslandes. Le 25 mai 1793, le Directoire réagit. Quantin est suspendu de ses fonctions. Quantin et Clément sont traduits devant le tribunal criminel du département, mais sont acquittés. 
En tant que juge, il ne prononce aucune condamnation contre les habitants d'Ernée et de son canton, probablement par souci de ménager sa clientèle et ne pas déprécier son étude.
La Terreur s'installe. Clément est nommé en décembre 1793, président de la Commission militaire révolutionnaire du département de la Mayenne. Le 12 germinal an II, il reprend ses fonctions de juge de paix. Il est révoqué après le 9 thermidor,. Il parvient à échapper aux poursuites au contraire de plusieurs membres du comité et reste à la tête de son étude.
Il est directeur de l'Hospice d'humanité» (ancien Hôtel-Dieu) d'Ernée en l'an V, mais sa gestion y est réputée « assez peu recommandable ». Forcé d'abandonner son étude en l'an VII (début 1799), il s'établit ensuite à Rennes où il serait mort.

## Publication
- Au Directoire exécutif de la République française. Précis de la guerre fanatique, de son origine et de ses progrès, de la réaction royale et de ses funestes effets dans le département de la Mayenne. (Signé : Clément.)., 1798, 29 p.

## Sources partielles
- « Jean Clément (révolutionnaire) », dans Alphonse-Victor Angot et Ferdinand Gaugain, Dictionnaire historique, topographique et biographique de la Mayenne, Laval, A. Goupil, 1900-1910 [détail des éditions] (BNF 34106789, présentation en ligne) ;
- Abbé Angot, « Mémoires épistolaires », sur Gallica, Paris et Laval, A. Picard et A. Goupil, 1896 (consulté le 29 février 2016), p. 124.
- Isidore Boullier, Mémoires ecclésiastiques
- Robert Amiard, Ernée à travers les âges